# Municipio de Chicago
El municipio de Chicago (en inglés: Chicago Township) es un municipio ubicado en el condado de Stutsman en el estado estadounidense de Dakota del Norte. En el año 2010 tenía una población de 47 habitantes y una densidad poblacional de 0,51 personas por km².

## Geografía
El municipio de Chicago se encuentra ubicado en las coordenadas 46°51′3″N 99°15′56″O / 46.85083, -99.26556. Según la Oficina del Censo de los Estados Unidos, el municipio tiene una superficie total de 92.21 km², de la cual 87,37 km² corresponden a tierra firme y (5,24 %) 4,83 km² es agua.

## Demografía
Según el censo de 2010, había 47 personas residiendo en el municipio de Chicago. La densidad de población era de 0,51 hab./km². De los 47 habitantes, el municipio de Chicago estaba compuesto por el 100 % blancos. Del total de la población el 0 % eran hispanos o latinos de cualquier raza.